# Ángeles del Infierno
Gli Ángeles del Infierno sono un gruppo heavy metal spagnolo.

## Storia
La band si forma nel 1978 a Lasarte per volontà del chitarrista Robert Alvarez e del bassista Santi Rubio. A completare la prima formazione della band entra nello stesso anno il chitarrista Manu Garcia, nel 1979 si unisce al gruppo il batterista Iñaki Munita e infine nel 1981 il cantante Juan Gallardo.
Il gruppo firma con l'etichetta Warner Music nel 1984 e pubblica il suo primo album ufficiale intitolato Pacto con el Diablo.
Nel corso della sua storia la band ha avuto diversi cambi di formazione, l'unico membro fisso del gruppo è il chitarrista Robert Alvarez.
Nel 1998 partecipano al Virtual XI World Tour come gruppo di supporto degli Iron Maiden per le due date messicane della tournée (7 e 9 agosto a Monterrey e Città del Messico).

## Formazione

### Formazione attuale
- Juan Gallardo - voce (1981-)
- Robert Alvarez - chitarra solista (1978-)
- Foley - basso (2000-2009) e chitarra ritmica (2009-)
- Emi - basso (2011-)
- Eddie - tastiere (2010-)
- Gerardo Garcia - batteria (1997-)

### Ex componenti
- Santi Rubio - basso (1978-1997)
- Manu García - chitarra ritmica (1978-1991)
- Iñaki Munita - batteria (1979-1987)
- José Sánchez - batteria (1987-1990)
- Javier Gómez "Carlucho" - batteria (1990-1993)
- Toni Montalvo - batteria (1993-1995)
- Rafa Delgado - batteria (1995-2007) in alternanza con Gerardo García
- Guillermo Pascual- chitarra ritmica e tastiere (1991-1996)
- Alfonso Polo - chitarra ritmica (1996-1997) e basso (1997-2000)
- Ix Valieri - chitarra ritmica (1997-2000 e 2008-2009)
- Gustavo Santana - chitarra ritmica (2000-2008)
- Julio L. Sainz - batteria (2007)
- Deodato "Dio" Montenegro - tastiere (2007-2010)
- Fern Graver - basso (2009-2011)

## Discografia

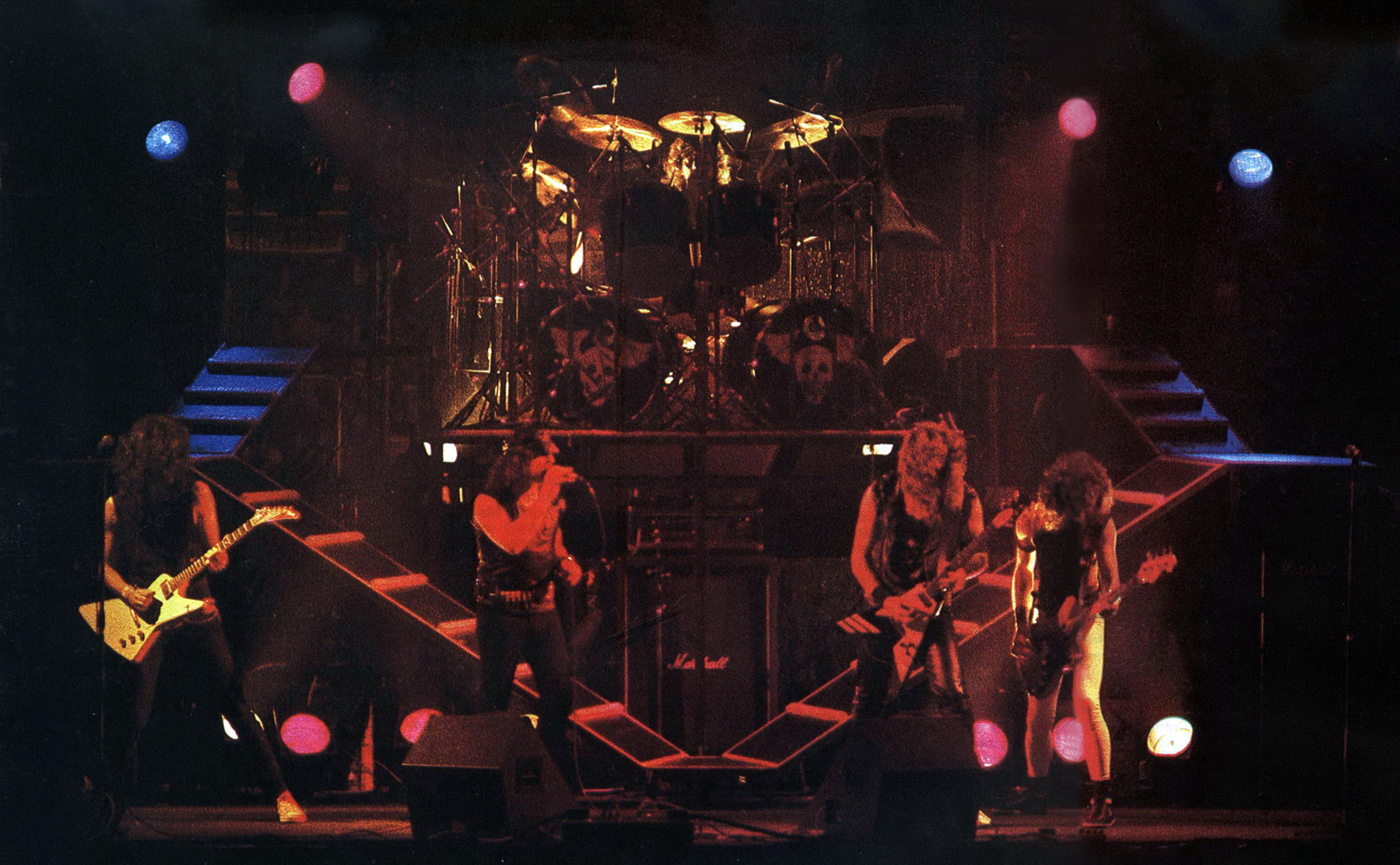
La band in concerto a Madrid nel 1985.

### Album studio
- 1984 - Pacto con el Diablo (Warner Music)[4]
- 1985 - Diabolicca (Warner Music)[4]
- 1986 - Joven Para Morir (Warner Music)[4]
- 1988 - 666 (Warner Music)[4]
- 1993 - A Cara o Cruz (Warner Music)[4]
- 2003 - Todos Somos Ángeles (Warner Music)[4]

### L.P.
- 1986 - Instinto Animal (LP) (Warner Music)[4]

### Raccolte
- 1987 - Lo Mejor de Ángeles del Infierno (Warner Music)[4]
- 1997 - Lo Mejor de Ángeles del Infierno: 1984-1993 (Warner Music)[4]
- 2001 - Éxitos Diabólicos (Warner Music)[4]